# Montgomery megye (Pennsylvania)
Montgomery megye az Amerikai Egyesült Államokban, azon belül Pennsylvania államban található. Megyeszékhelye Norristown. Lakosainak száma 856 553 fő (2020. április 1.). Montgomery megye Lehigh, Bucks, Philadelphia, Delaware, Chester és Berks megyékkel határos.

## Népesség
A megye népességének változása:
| Lakosok száma | 801 071 | 805 217 | 808 946 | 812 376 | 819 264 | 856 553 |
|               | 2010    | 2011    | 2012    | 2013    | 2015    | 2020    |